# Fan Sintempel
De Fan Sintempel (IPA: [ faːn siːn tɛmpəl ]) is een tempel in in Sheung Wun Yiu, Tai Po, Hongkong. Op 30 december 1999 werd het gebouw een van de Declared monuments of Hong Kong.
Fan Sintempel is de belangrijkste tempel van de dorpen in Sheung Wun Yiu en Ha Wun Yiu.
Het is niet precies zeker wanneer de tempel is gebouwd. Maar een houten plank aan de muur van de hoofdhal van de tempel vertelt dat de tempel een geschiedenis van langer dan tweehonderd jaar heeft. De plank is gekerfd in het gengxuregeerjaar van keizer Qianlong van de Qing-dynastie (1790).
De lokale bewoners geloven dat de familie Ma de tempel heeft gebouwd om Fan Tai Sin Sze, beschermgod van pottenbakkers, te vereren.